# Klettbach
Klettbach ist eine Gemeinde im Südwesten des Landkreises Weimarer Land und Teil der Verwaltungsgemeinschaft Kranichfeld. Sie besteht aus den Ortsteilen Klettbach und Schellroda.

## Geografie
Klettbach liegt etwa 11 km südöstlich des Stadtkerns von Erfurt in einer Talmulde zwischen dem südwestlich gelegenen, etwa 410 m ü. NN. hohen Talberg und dem nordöstlich gelegenen, 438 m ü. NN hohen Hügel mit der Bockwindmühle. Das Tal, durch das ein Bach fließt, der im Nordosten des Ortes entspringt, fällt in Richtung Südosten ab. Parallel zum Bach verläuft die Landesstraße L 1052 von Erfurt nach Kranichfeld. Am südöstlichen Ortsrand hat sich Anfang der 1990er Jahre ein Neubaugebiet mit Einfamilienhäusern gebildet. Im Osten dieses Bereichs liegt die Wüstung Niederstedt. Wenige hundert Meter weiter südlich mündet der Bach in den von Schellroda kommenden Tonndorfbach, der sich wiederum nach dem Durchfließen von Nauendorf und Tonndorf bei München in die Ilm ergießt.
Im Norden verläuft die A 4 mit der Anschlussstelle Erfurt-Ost, wodurch die verkehrsmäßige Anbindung des Ortes als gut zu bezeichnen ist.

## Geschichte

### Klettbach
Die erste urkundliche Erwähnung Klettbachs war 1370. Der Ort gehörte vermutlich zur Hälfte den Herzögen von Sachsen-Weimar und zur anderen Hälfte den Erzbischöfen von Mainz (zum Erfurter Gebiet gehörig). Ab 1815 war der gesamte Ort Klettbach Teil des Großherzogtums Sachsen-Weimar-Eisenach und wurde 1945 Teil der Sowjetischen Besatzungszone und 1949 der DDR.

### Schellroda
Das Rundlingsdorf liegt unmittelbar am Rand des großen Waldgebiets (Naturschutzgebiet Aspenbusch) südlich von Erfurt. Es wird erst im 11. Jahrhundert bezeugt als Schelminrode und Schelmcherode, 1251 als Schelmenrode und sogar 1397 als Schelmenrade, so dass dieser Ortsname als „Rodung des Schelmes“ oder der „Schelme“ zu deuten ist. Das Wort „Schelm“ hat im Deutschen eine lange und verwickelte Geschichte, so dass die aktuelle Bedeutung dieser Namensgebung kaum befriedigend erklärt werden kann.
Im Waldgebiet westlich von Schellroda befand sich im Zweiten Weltkrieg eine unterirdische Heeresmunitionsanstalt, die von Militär und dann der Volkspolizei weiter genutzt wurde. Seit den 1990er Jahren wurde dort Munition durch das Unternehmen „Westspreng“ entsorgt. Dieses wurde 2008 abgelöst durch das spanische Unternehmen „maxam“ mit einer „plant schellroda“. Dieses stellt dort Industrie-Sprengstoff her. Das Areal ist 19 Hektar groß und streng gesichert.
1793 wurde in Schellroda eine Feuerwehr erwähnt.
Seit der Wiedervereinigung 1990 gehört Klettbach zum neu gegründeten Freistaat Thüringen. Die Verwaltungsgemeinschaft Kranichfeld wurde am 1. Januar 1992 gegründet.

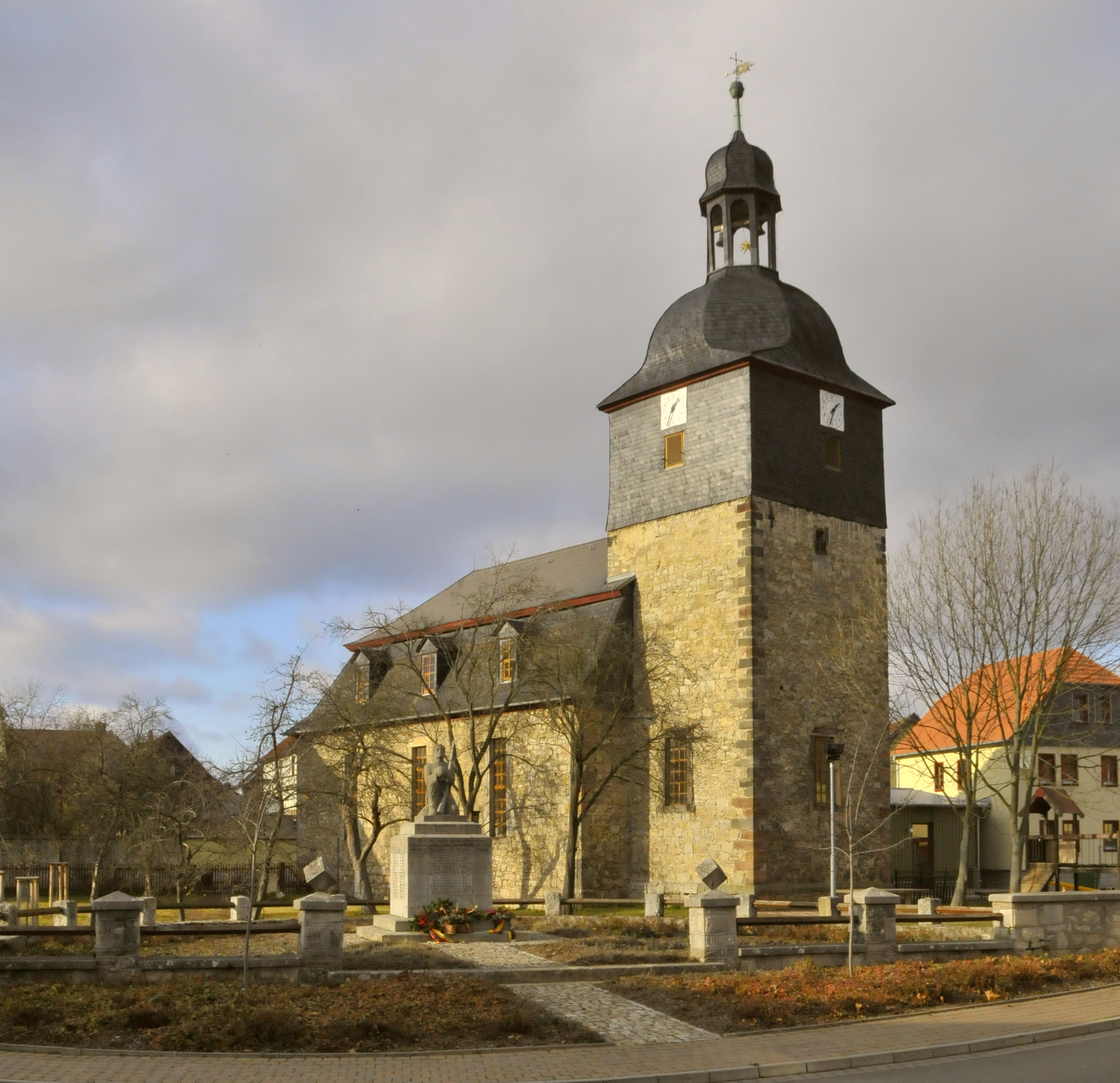
St.-Trinitatis-Kirche in Klettbach

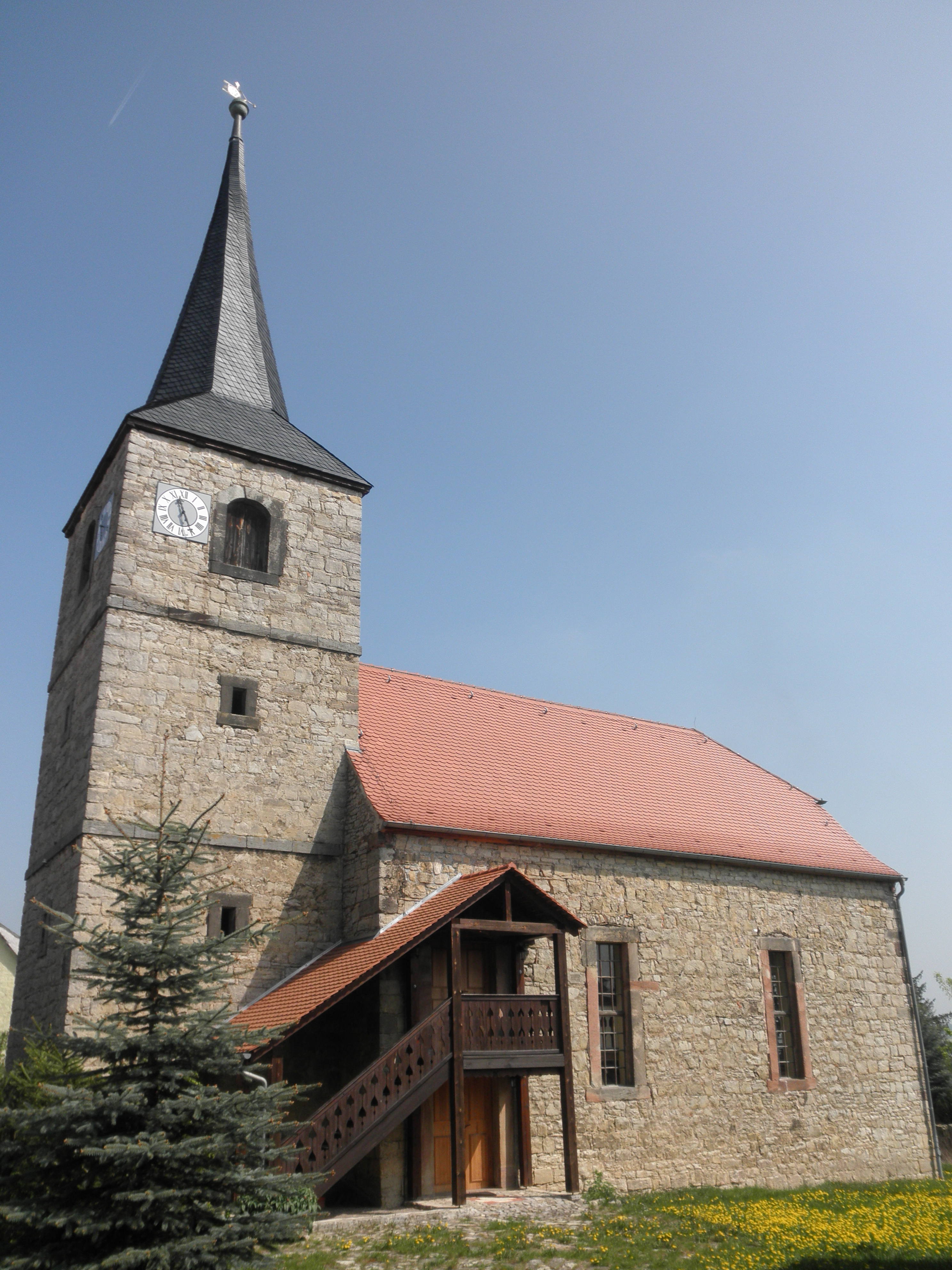
St.-Georg-Kirche in Schellroda

## Politik

### Gemeinderat
Der Gemeinderat in Klettbach besteht aus zwölf Ratsmitgliedern, die bei der Kommunalwahl am 26. Mai 2024 in einer Verhältniswahl gewählt wurden, und dem ehrenamtlichen Bürgermeister André Köhler.
Die Sitzverteilung im Gemeinderat nach den Wahlergebnissen:
| Wahl | CDU | gemeinsam- machen! | Klettbach Tradition und Zukunft | Gesamt Sitze |
| ---- | --- | ------------------ | ------------------------------- | ------------ |
| 2014 | 5   | -                  | 7                               | 12           |
| 2019 | 3   | -                  | 9                               | 12           |
| 2024 | -   | 4                  | 8                               | 12           |

Besonderheiten nach der Gemeinderatswahl 2024: Die Fraktion "gemeinsam-machen!", welches bei dieser Wahl 2024 das erste Mal angetreten ist, erhielt auf Anhieb 30,3 % der Stimmen. Auf die alteingesessene Wählergruppe "Klettbach Tradition und Zukunft" entfielen 69,7 % der Stimmen.
Direkt in der ersten Sitzung des neu gewählten Gemeinderates wechselten die beiden neu gewählten Gemeinderäte Daniela Hopf und Thomas Fulsche, welche ihren Platz jeweils über die Liste der Fraktion "gemeinsam-machen!" errungen haben, zur alteingesessenen Fraktion "Klettbach Tradition und Zukunft". Ein Wechsel der Fraktion, direkt nach dem Einzug in den Gemeinderat ist rechtlich zulässig, wenn auch politisch und moralisch stark umstritten.

### Bürgermeister
Bürgermeisterin von Klettbach ist André Köhler (parteilos), welcher am 23. Februar 2025 für 6 Jahre gewählt wurde. 
Als einziger Kandidat auf dem Wahlzettel erhielt André Köhler 63,7 % der abgegebenen Stimmen.

## Wirtschaft und Infrastruktur

### Wasser und Abwasser
Die Aufgaben der Wasserversorgung und Abwasserbeseitigung wurden auf den Wasser-/Abwasserzweckverband Arnstadt und Umgebung übertragen.

## Sehenswürdigkeiten
Klettbach:
- St.-Trinitatis-Kirche mit Kirchhof: 1721 wurde die ursprünglich gotische Kirche umgebaut. Sie erhielt damals einen rechteckigen Kirchensaal mit einem Mansarddach, einen Chorraum mit Eckquaderung und einen Turm mit Schweifhaube, offener Laterne, Turmknopf, Wetterfahne und ein Kreuz als Spitze, das ein Teil des Blitzschutzsystems der Kirche ist. Die Fenster sind rechteckig, an der Westseite befindet sich ein überdachter Emporenaufgang. Das heutige Erscheinungsbild stammt aus dem Jahr 1724, eine spitzbogige Sakramentsnische ist als Rest des gotischen Bauwerks an der Ostseite des Chores zu entdecken. Der Kanzelaltar stammt aus 1725. Die Kirche beinhaltet eine umlaufende Doppelempore, ein hölzernes Tonnengewölbe und einen hölzernen Taufstein aus dem 18. Jahrhundert auf. Die Kirche verfügt über 270 Sitzplätze, mit Stehplätzen finden etwa 400 Besucher Platz.

Die Orgel stammt vermutlich von Schröter aus dem Jahr 1725; sie wurde 1993 restauriert. Der 7-türmige Orgelprospekt ist reich verziert und von Posaunen blasenden Engeln flankiert, der Harfe spielende David ist vorne zu sehen. 1901 erhielt der Kircheninnenraum die heutige Farbgebung und Bemalung. Die Restaurierung begann auf Initiative des Freundeskreises der Kirche Klettbach im März 2009. Vor der Kirche steht ein Denkmal zu Ehren der Gefallenen und Vermissten der beiden Weltkriege.
- Mehrere alte Gehöfte zieren die Ortslage.
- Die Bockwindmühle nordöstlich des Ortes war ebenfalls ein Publikumsmagnet.

Schellroda:
- Grundsätzlich sehenswert ist Schellroda wegen seiner Anlage als Rundlings,dorf.
- Die Kirche St. Georg im Ort beging 1998 ihre 275-Jahr-Feier, was auf eine Ersterwähnung im Jahre 1723 hinweist, obwohl der Turm wahrscheinlich wesentlich älter ist. Sie wurde vermutlich dem Heiligen Georg geweiht. 2008 erhielt sie die Orgel der evangelischen Kirche von Bad Berka, finanziert durch Überschüsse der Thüringer Staatslotterie. Die Reparatur der alten Orgel wäre für die Gemeinde zu teuer geworden.[9]

## Kultur und Sport
Das gesellschaftliche und kulturelle Leben Klettbachs und Schellrodas wird im Wesentlichen von diesen Vereinen geprägt:
- Feuerwehrverein Klettbach
- Kindergartenförderverein e. V.
- Kirmesverein Klettbach-Schellroda e. V.
- Mühlenverein Klettbach e. V.
- Schellroda Club e. V.
- Schellrodaer Schützenverein
- Schützengesellschaft Klettbach e. V.
- Spielvereinigung Klettbach e. V.

Der Sportplatz in Klettbachs Norden besitzt zudem ein Volleyballfeld und Sitzgelegenheiten.